# Henryk García Beltrán
Henryk García Beltrán znany też jako Henryk z Almazora, (hiszp.) Enrique de Almazora, Enrique García Beltrán (ur. 16 marca 1913 w Almassora na terenie diecezji Tortosa, zm. 16 sierpnia 1936 pod Castellón de la Plana) – hiszpański błogosławiony Kościoła katolickiego, męczennik, diakon, kapucyn, ofiara prześladowań antykatolickich okresu hiszpańskiej wojny domowej.

## Życiorys
Był synem Vicente García i Concepción Beltrán. Ochrzczony został w miejscowej parafii w dniu urodzin. Do zakonu kapucynów wstąpił 13 sierpnia 1928 r. w klasztorze w Massamagrell. Śluby czasowe złożył 1 września 1929 r., a profesję wieczystą 17 września 1935 r. Uczestnicząc w chórze pogłębiał studia muzyki sakralnej. Z pobożnością realizował swoje powołanie. Kultem otaczał Eucharystię i Józefa z Nazaretu. Pokornie i z oddaniem oddawał się umartwieniom, wiernie realizując przepisy Reguły zakonnej. Podjął studia i gdy przygotowywał się do przyjęcia sakramentu święceń kapłańskich wybuch wojny domowej i fali prześladowań katolików, napaści na klasztory zmusił go do ukrycia. 18 lipca 1936 opuścił klasztor w Orihuela. Wkrótce obecność diakona w domu rodzinnym odkryta została przez milicję i 1 sierpnia nastąpiło aresztowanie zakonnika. Rozstrzelany został pod Castellón de la Plana. Ostatnimi słowami Henryka z Almazora były:

¡Viva Cristo Rey!

Zabity z nienawiści do wiary (łac.) odium fidei.
Proces informacyjny odbył się w Walencji w latach 1957–1959. Beatyfikowany w pierwszej grupy wyniesionych na ołtarze męczenników z zakonu kapucynów zamordowanych podczas prześladowań religijnych 1936–1939, razem z Józefem Aparicio Sanzem i 232 towarzyszami, pierwszymi wyniesionymi na ołtarze Kościoła katolickiego w trzecim tysiącleciu przez papieża Jana Pawła II w Watykanie 11 marca 2001 roku.
Wspomnienie liturgiczne obchodzone jest przez katolików w dzienną rocznicę śmierci (16 sierpnia), a także w grupie męczenników 22 września.
Miejscem kultu Henryka García Beltrána jest archidiecezja walencka.